# Ksar El Mourra Dghaghra
Ksar El Mourra Dghaghra, Ksar Dghaghra ou Ksar El Mourra est un ksar de Tunisie situé dans le gouvernorat de Tataouine.

## Localisation
Ce ksar de plaine se situe dans le village de Bir Mourra, situé près d'un puits et au pied d'un escarpement.

## Histoire
La fondation du ksar est datée de 1933 selon Kamel Laroussi.

## Aménagement
Le ksar de forme rectangulaire (60 mètres sur 110) compte 83 ghorfas réparties sur un à deux étages.
Le complexe est restauré en 2008, à l'initiative du Groupe de développement agricole appuyé par l'Institut national du patrimoine, et la quasi-totalité des portes sont désormais présentes. Si quelques ghorfas sont utilisées comme dépôt, le site est surtout ouvert aux visiteurs lors de fêtes locales.